# Hochspannung (Spiel)
Hochspannung ist ein Kartenspiel von Maureen Hiron, das 2019 bei Amigo erschienen ist. Das als Rechen- und Ablagespiel für 2 bis 6 Mitspieler ab 10 Jahren konzipierte Spiel wurde im gleichen Jahr als Lernspiel des Jahres ausgezeichnet.

## Hintergrund und Spielmaterial
Hochspannung ist ein Kartenspiel mit 61 Karten. Dabei befinden sich in der Mitte jeder Karte eine Rechenaufgabe (von 2×3 bis 9×9) und an den Ecken jeweils zwei einstellige Ziffern zwischen 0 und 9.

## Spielweise
Bei dem Spiel gibt es keinen Startspieler und alle Spieler spielen gleichzeitig. Die Karten werden gleichmäßig verdeckt an alle Spieler verteilt, die letzte Karte kommt offen in die Tischmitte. Die Karten der Spieler bleiben verdeckt und bilden den persönlichen Nachziehstapel des jeweiligen Spielers, von dem zu Beginn des Spiels jeder vier Karten zieht und auf die Hand nimmt.
Auf ein Startkommando hin dürfen die Spieler versuchen, möglichst schnell ihre Karten auf den in der Mitte liegenden Kartenstapel abzuwerfen. Dabei müssen die Karten jeweils passend für die aktuell oben liegende Karte ausgewählt und auf diese abgelegt werden. Passende Karten sind Karten, von denen eine der beiden Eckziffern im Ergebnis der offen liegenden Rechenaufgabe vorkommt. Dabei darf immer nur eine Karte einzeln abgelegt werden, wobei der Spieler das Ergebnis der Malaufgabe laut verkündet. Allerdings darf ein Spieler auch hintereinander mehrere passende Karten auf seine eigenen neuen Aufgaben spielen. Grundsätzlich gilt, dass immer der schnellste ablegende Spieler seine Karte loswird, auch wenn ein anderer Spieler schneller beim Lösen der Aufgabe ist. Kann ein Spieler nicht ablegen, darf er einzeln beliebig viele Karten von seinem Nachziehstapel ziehen.
Wenn kein Spieler mehr auf die ausliegende Karte ausspielen kann, legen Spieler ihre Handkarten verdeckt vor sich ab. Dann zieht ein Spieler eine Karte vom Ablagestapel als neue ausliegende Karte und gibt ein Startsignal, woraufhin alle Spieler ihre Handkarten wieder aufnehmen und weiterspielen.
Das Spiel endet, wenn ein Spieler nur noch eine Karte auf der Hand hat und auch sein Nachziehstapel aufgebraucht ist. Dieser Spieler legt seine letzte Karte unabhängig vom Ergebnis der Aufgabe verdeckt auf den Ablagestapel und gewinnt das Spiel.

## Kombination mitUnter Spannung
Das Spiel ermöglicht eine Kombination mit dem ebenfalls von Maureen Hiron entwickelten und 2016 bei Amigo erschienenen Spiel Unter Spannung. Dabei werden die Karten zusammengemischt und alle Karten werden gleichmäßig verteilt, eine Karte kommt wie beschrieben in die Tischmitte. Jeder Spieler nimmt sechs Handkarten und alle versuchen auch hier, ihre Karten möglichst schnell loszuwerden; allerdings gelten entsprechend der jeweils ausliegenden Karte entweder die Regeln von Hochspannung oder die von Unter Spannung: Handelt es sich bei der Karte in der Mitte um eine Karte aus Hochspannung, muss die nächste Karte eine Eckziffer aus dem Multiplikationsergebnis aufweisen, handelt es sich um eine Karte aus Unter Spannung muss entweder addiert oder subtrahiert werden. Dabei darf immer eine beliebige Karte mit dem passenden Ergebnis abgelegt werden, unabhängig von dem Spiel, aus dem sie stammt.

## Ausgaben und Rezeption
Das Kartenspiel Hochspannung wurde von der amerikanischen Spieleautorin Maureen Hiron entwickelt und erschien 2019 auf Deutsch bei Amigo sowie auf Spanisch bei Mercurio. Bereits 2009 erschien die erste Version des Additionsspiels Unter Spannung in der englischsprachigen Version mit dem Titel 7 Ate 9, auf dem Hochspannung aufbaut. Amigo veröffentlichte Unter Spannung im Jahr 2016.
2019 wurde Hochspannung auf der Spielemesse Stuttgart mit dem Publikumspreis Lernspiel des Jahres der Redaktion und den Lesern der Zeitschrift Familie&Co ausgezeichnet.

## Belege
1. 1 2 3 4 5 6  Offizielle Spielregeln für Hochspannung, Amigo 2019 (Download (Memento des Originals vom 29. Dezember 2019 im Internet Archive)  Info: Der Archivlink wurde automatisch eingesetzt und noch nicht geprüft. Bitte prüfe Original- und Archivlink gemäß Anleitung und entferne dann diesen Hinweis.).
2. ↑  
Versionen von Hochspannung in der Spieledatenbank BoardGameGeek (englisch)
3. ↑  
Versionen von 7 ate 9 / Unter Spannung in der Spieledatenbank BoardGameGeek (englisch); abgerufen am 29. Dezember 2019.
4. ↑  
Hochspannung erhält Auszeichnung Lernspiel des Jahres 2019 auf kinderspielmagazin.de, 28. November 2019; abgerufen am 29. Dezember 2019.
5. ↑  Hochspannung erhält Auszeichnung ‚Lernspiel des Jahres 2019‘ (Memento des Originals vom 29. Dezember 2019 im Internet Archive)  Info: Der Archivlink wurde automatisch eingesetzt und noch nicht geprüft. Bitte prüfe Original- und Archivlink gemäß Anleitung und entferne dann diesen Hinweis., Pressemitteilung von amigo, 29. November 2019; abgerufen am 29. Dezember 2019.